# Robert Darbinyan
Robert Darbinyan (in armeno Ռոբերտ ԴԱՐԲԻՆՅԱՆ?, in russo Роберт Меликович Дарбинян?, Robert Melikovič Darbinjan; Togliatti, 4 ottobre 1995) è un calciatore russo naturalizzato armeno, difensore dello Širak.